# Deer Creek (Oklahoma)
Deer Creek – miasto w Stanach Zjednoczonych, w stanie Oklahoma, w hrabstwie Grant.